# Eli Nicó
Eli Nicó (en llatí: Aelius Nico), dit també Nicó de Pèrgam (en grec antic: Νίκων ὁ Περγαμηνός), fou un arquitecte i geòmetra natural de Pèrgam que va viure al segle ii. Era el pare del metge Galè, i va dirigir i supervisar ell mateix l'educació del seu fill.
Era molt considerat pels seus coneixements d'astronomia, gramàtica, aritmètica i algunes branques de la filosofia, i també per la seva paciència, justícia, benevolència i altres virtuts. Galè en parla en diverses de les seves obres.
Va morir el 148 o el 149, quan el seu fill tenia 20 anys.